# Zsebrádió
A zsebrádió kis méretű, hordozható  rádió-vevőkészülék.

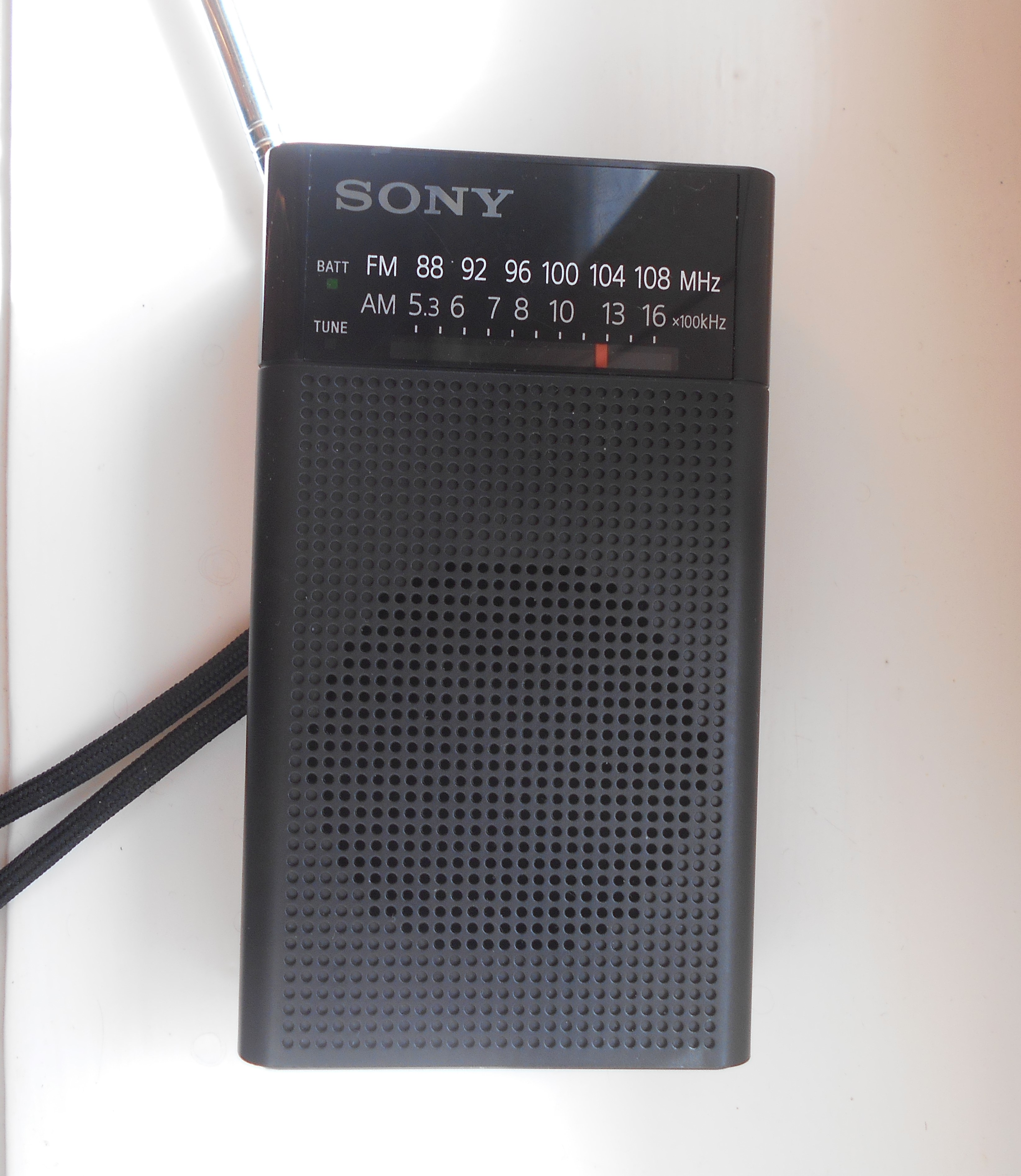
Sony ICF-P26 típusú klasszikus zsebrádió

## Története
Már az elektroncsöves rádiók korában is léteztek zsebrádiók, amelyeket miniatűr elektroncsövekkel láttak el. Ezek a rádiók sok energiát fogyasztottak, üzemeltetésük az elemek ára miatt költséges volt. A tranzisztoros rádiók gyakorlatilag kiszorították az elektroncsöves zsebrádiókat, mivel energiatakarékosabbak és tartósabbak náluk. A korai készülékek csak az AM sávok vételére voltak alkalmasak, azonban a korszerűbb alkatrészek (pl. nagyfrekvenciás tranzisztorok) megjelenésével az FM 87,5- 108 MHz sáv vétele is lehetővé vált. Újabban léteznek már a digitális DAB/DAB+ adásokat vevő készülékek is. Egy tipikus reprezentatív zsebrádió a szocialista országokban széles körben elterjedt, szovjet gyártmányú SOKOL vevőkészülék, amely hosszú- és középhullámú adások vételére alkalmas.

## Felépítése, működése
A legtöbb zsebrádió egyenárammal működik, amelyet általában elem, ritkábban akkumulátor biztosít. Az elemes megoldás azért népszerűbb, mert hosszabb üzemidőt biztosít. Az FM adások vételét elősegítő antenna általában teleszkópos, az AM antenna pedig a készülékházban lévő vasmag. A klasszikus zsebrádiók csak frekvencia-mutatóval, esetleg visszajelző LED lámpákkal rendelkeznek. Az ilyen rádióknak tipikusan három kezelőszervük van: az üzemmódváltó (AM/FM) kapcsoló, a frekvenciaszabályozó és a hangerőszabályozó, mely gyakran a készülék bekapcsolására is szolgál. A legtöbb zsebrádió saját hangszóróval rendelkezik, de némelyiket Jack-csatlakozóval is felszerelik, így fülhallgató és külső hangszóró is csatlakoztatható hozzájuk.

## Digitális zsebrádiók
A kétezres évek elején jelentek meg a digitális zsebrádiók. Közös jellemzőjük, hogy van alaplapjuk és kijelzőjük, valamint képesek az automatikus hangolásra és a csatornák elmentésére. Némelyek RDS információkat is képesek megjeleníteni. Sokuknak van óra funkciója, és képesek ébresztésre is, így gyakorlatilag hordozható rádiós ébresztőórák is egyben. Léteznek multifunkciós zsebrádiók is, amelyek nem csak a rádióadásokat képesek fogni, hanem adathordozókról, például pendriveról és memóriakártyáról is tudnak hangfájlokat lejátszani. Ellátták őket AUX IN vonalbemenettel is, így képesek külső forrás, például mobiltelefon hangját sugározni, ezáltal multimédiás hangszóróként is használhatók. A digitális zsebrádiók hátránya, hogy a több alkatrész miatt nehéz az AM antennát elhelyezni a készülékházban a kompakt méret megtartásával, ezért a legtöbb csak az FM sáv vételére alkalmas. 